# Fonte Memorial Darlington
A Fonte Memorial Darlington é uma estátua de bronze dourado de C. Paul Jennewein. Ela está localizada no Judiciary Park na 5th Street com a D Street, Northwest, Washington, DC, no bairro Judiciary Square.

## Projeto
O projeto de C. Paul Jennewein foi aprovado pela Comissão de Belas Artes dos Estados Unidos, em 1921.
Foi instalado em novembro de 1923. Houve alguma controvérsia sobre a ninfa, tanto pela sua nudez quanto pela sua falta de referência a Darlington.

## Prêmios
A escultura recebeu o Prêmio Fairmount Park Association em 1926 da Academia de Belas Artes da Pensilvânia. Outro exemplar foi adquirido pela Brookgreen Gardens em 1940, de Charles Louis Borie, amigo do escultor.